# Ghiacciaio Coulter
Il ghiacciaio Coulter è un ghiacciaio lungo circa 8 km situato sulla costa nord-occidentale dell'isola Alessandro I, al largo della costa della Terra di Palmer, in Antartide. Il ghiacciaio, il cui punto più alto si trova a oltre 850 m s.l.m., fluisce verso sud a partire dal versante meridionale dei monti Havre, scorrendo lungo il versante orientale del picco Simon, fino a entrare nella cala Kolokita, di fronte all'isola Dint, nella parte nord-orientale della baia di Lazarev.

## Storia
Il ghiacciaio Coulter è stato mappato nel 1960 da D. Searle, cartografo del British Antarctic Survey (al tempo ancora chiamato "Falkland Islands Dependencies Survey", FIDS), sulla base di fotografie aeree scattate durante la spedizione antartica di ricerca comandata da Finn Rønne, svoltasi nel 1947-48, ed è stato così battezzato nel 1980 dal Comitato britannico per i toponimi antartici in onore di R. W. Coulter, comandante della petroliera USNS Alatna, che prese parte all'operazione Deep Freeze nel 1969.